# جون هويل (منافس ألعاب قوى)
جون هويل (بالإنجليزية: John Howell) هو منافس ألعاب قوى بريطاني، ولد في 10 أبريل 1936 في لندن في المملكة المتحدة.

## وصلات خارجية
- جون هويل على موقع أوليمبيديا (الإنجليزية)
- جون هويل على موقع اتحاد ألعاب الكومنولث (مؤرشف) (الإنجليزية)